# William H. Webster
Pour les articles homonymes, voir Webster.
 (8 août 2025).
Le texte peut changer fréquemment, n’est peut-être pas à jour et peut manquer de recul. N’hésitez pas à participer, en veillant à citer vos sources.
William Hedgcock Webster, né le 6 mars 1924 à Saint-Louis (Missouri) et mort le 8 août 2025 à Warrenton (Virginie), est un juriste et avocat américain.
Président du Conseil consultatif sur la sécurité intérieure (en anglais, Homeland Security Advisory Council) de 2005 à 2020. Il est auparavant directeur du Federal Bureau of Investigation (FBI) entre 1978 et 1987 puis directeur de la Central Intelligence Agency (CIA) de 1987 à 1991. Webster est membre du Parti républicain.

## Biographie
Diplômé de l'université Washington de Saint-Louis, il commence sa carrière en tant que procureur des États-Unis pour le district est du Missouri, de 1960 à 1961. Il est par la suite nommé par le président Richard Nixon juge à la cour de district des États-Unis pour le district est du Missouri de 1970 à 1973 ; il est élevé à la cour d'appel des États-Unis pour le huitième circuit la même année. 
En janvier 1978, bien qu'il soit membre du parti républicain, le président démocrate Jimmy Carter le choisit comme nouveau directeur du FBI, pour un mandat de 10 ans.
En mars 1987, le président Ronald Reagan annonce sa nomination comme directeur de la CIA, après que son premier choix, l'ancien sénateur John Tower, ait refusé le poste. Il est le seul directeur du FBI à être nommé pour diriger par la suite la CIA, et sa nomination est alors accueillie favorablement tant par les démocrates que par les républicains.
En vue de l'élection présidentielle de 2020, il fait partie des signataires d'une lettre de soutien au candidat démocrate Joe Biden, rédigée par 70 officiels républicains à la sécurité nationale, estimant que le président sortant républicain Donald Trump « n'était pas fait pour diriger ». De la même manière, il apporte son soutien à Kamala Harris en vue de l'élection présidentielle de novembre 2024.
William H. Webster meurt le 8 août 2025 à Warrenton en Virginie à l'âge de 101 ans.